# Sinagoga Beth-El di Casablanca
La sinagoga Beth-El (in arabo معبد بيت إيل‎?) è una sinagoga di Casablanca, in Marocco. La città, sede di trentacinque sinagoghe, ha nel tempio Beth-El il centro della locale comunità ebraica.
Fondata nel 1949, la sinagoga fu completamente restaurata nel 1997.